# Endocarpon rogersii
Endocarpon rogersii är en lavart som beskrevs av P. M. McCarthy. Endocarpon rogersii ingår i släktet Endocarpon och familjen Verrucariaceae.   Inga underarter finns listade i Catalogue of Life.